# برایان دویل (ورزشکار)
برایان دویل (انگلیسی: Brian Doyle؛ ۱۸ اوت ۱۹۳۰ – ۱ ژوئن ۲۰۰۸) قایقران روئینگ اهل استرالیا بود.
وی در مسابقات کشوری و بین‌المللی در مجموع برندهٔ ۱ مدال برنز شده‌است.